# 매슈 패블리치
매슈 패블리치(Matthew Pavlich, 1981년 12월 31일 ~ )는 오스트레일리아의 오스트레일리안 풋볼 선수였다. 오스트레일리안 풋볼 리그 (AFL)의 프리맨틀 풋볼 클럽의 선수로 활동하였으며, 2007년부터 2016년까지 주장이었다.